# Nyctemera tricolor
Nyctemera tricolor là một loài bướm đêm thuộc phân họ Arctiinae, họ Erebidae.